# سونيا فيسيلينوفيتش
سونيا فيسيلينوفيتش (بالإنجليزية: Sonja Veselinović)‏ (9 ديسمبر 1981، نوفي ساد في صربيا)؛ روائية صربية.